# Brune (chanteuse)
Pour les articles homonymes, voir Brune.
Caroline Bayendrian, dite Brune, est une auteure-compositrice-interprète française, née à Lyon.

## Biographie

### Jeunesse
Caroline Bayendrian est née de parents arméniens, qui se sont établis en France en 1975. Elle passe son enfance à Saint-Priest, dans la banlieue de Lyon. Elle commence à étudier le piano à l'âge de huit ans. La jeune femme poursuit ensuite des études de musique. Elle obtient son Capes et s'installe à Paris. Elle enseigne la musique au collège Sainte Geneviève de Courbevoie puis au groupe scolaire La Salle- Saint Nicolas à Issy les Moulineaux, pour ensuite enseigner à l’Alma dans le 7ème arrondissement, puis dans le collège Bossuet Notre-Dame dans le 10ème arrondissement sous le nom de Caroline Montu,.

### Carrière musicale
Caroline Bayendrian adopte le nom de scène « Brune » aux alentours de 2005. Durant son temps libre, elle compose et joue dans des groupes de rock. En 2006, elle réalise sa première démo avec l'aide du batteur Grégory Jacques et se produit en solo dans les cafés parisiens. L'année suivante, ayant du mal à trouver des concerts, elle commence à chanter dans le métro de Paris. Elle joue à la station Bastille après ses heures de travail. Espace métro accords, la structure de la RATP qui accrédite les artistes du métro, organise des auditions afin qu'ils puissent jouer dans des festivals. En 2008, Brune peut ainsi se produire au festival Art Rock de Saint-Brieuc. L'année suivante, elle fait partie des trois artistes du métro sélectionnés pour chanter sous le chapiteau « jeunes talents » du festival Solidays,.
Elle signe un contrat discographique avec le label 3e bureau, filiale de Wagram Music, et travaille avec l'arrangeur et réalisateur Valentin Montu sur une nouvelle démo. En juin 2010 elle sort un premier EP 5-titres intitulé Brune. Son premier album éponyme est édité en septembre. Le single Rupture Song est remarqué par les radios et intègre la playlist de plusieurs stations françaises, notamment France Inter et Europe 1,. La même année, elle chante en duo avec Jérôme Minière sur le titre Avril, extrait de son album Le Vrai, le faux.
En janvier 2012, les ventes totales du premier album de Brune s'élèvent à 12 000 exemplaires.
En septembre 2017, elle sort le single Cyclones qui annonce son retour avec un second album.
Signée dans un label indépendant, Brune sort son nouveau single, Rien n’est grave, le 15 février 2019. Son deuxième album, Sombre Animal, sort le 29 mars 2019.

## Style musical et influences
Le père de Caroline Bayendrian est violoniste classique et se charge de l'éducation musicale de ses trois filles. Caroline apprend le piano, ses sœurs le violon et le violoncelle. La famille apprécie la musique classique et la musique arménienne traditionnelle. Durant son adolescence, elle apprend la guitare en autodidacte. Elle s'ouvre à d'autres styles musicaux, écoute des artistes de rock tels Nirvana, Alanis Morissette et PJ Harvey, ainsi que des chanteurs français comme Serge Gainsbourg, Alain Souchon ou encore Alain Bashung,.
Auteure-compositrice-interprète, Bayendrian écrit et chante en français. Valentin Montu, qui arrange ses chansons, lui fait découvrir des artistes comme Nine Inch Nails et apporte à ses morceaux une sonorité plus rock,.

## Discographie

### Singles
- 2010 : Paris
- 2010 : Rupture Song
- 2010 : Un cheveu blanc
- 2011 : Les Désordres
- 2017 : Cyclones
- 2019 : Rien n’est grave